# (20936) Nemrut Dagi
4835 T-1 (asteroide 20936) é um asteroide da cintura principal. Possui uma excentricidade de 0.10126830 e uma inclinação de 18.60396º.
Este asteroide foi descoberto no dia 13 de maio de 1971 por Cornelis Johannes van Houten e Ingrid van Houten-Groeneveld e Tom Gehrels em Palomar.